# Euphorbia frankii
Euphorbia frankii es una especie fanerógama perteneciente a la familia de las euforbiáceas.  Es originaria del norte de Yemen.

## Taxonomía
Euphorbia frankii fue descrita por  John Jacob Lavranos y publicado en Kakteen und andere Sukkulenten 56: 241. 2005.
Etimología
Euphorbia: nombre genérico que deriva del médico griego del rey Juba II de Mauritania (52 a 50 a. C. - 23), Euphorbus, en su honor – o en alusión a su gran vientre –  ya que usaba médicamente Euphorbia resinifera. En 1753 Carlos Linneo asignó el nombre a todo el género.
frankii: epíteto otorgado probablemente en honor del especialista en cactáceas y colector de plantas austriaco Gerhard R.W. Frank.